# Wadi al-Maudżib
Wadi al-Maudżib, Wadi al-Mudżib, Arnon – strumień transjordański, którego źródło znajduje się w Pustyni Syryjskiej, zaś ujście w Morzu Martwym. W połowie jej długości została zbudowana zapora, przez którą przechodzi droga krajowa 35 tzw. droga królewska. Dolna część rzeki, jej ujście do Morza Martwego oraz okoliczne doliny zostały objęte ochroną. W 1987 roku został utworzony rezerwat al-Mudżib, który w 2011 roku został uznany przez UNESCO za rezerwat biosfery. Rzeka płynie na długości 48 km, różnica wysokości pomiędzy jej źródłem a ujściem wynosi ponad 1 km.
W starożytności wzdłuż rzeki Arnon według Księgi Liczb (Lb 21,13–26) ustanowiono granicę pomiędzy Moabem a królestwem Amorytów w rezultacie podbojów obszarów nad jej północnym brzegiem przez króla amoryckiego Sihona. W czasie swojej wędrówki z Egiptu do Ziemi Obiecanej Izraelici obozowali nad Arnonem przy granicy państw moabickiego i amoryckiego.
Na przełomie XI i X wieku p.n.e., za panowania Saula, Arnon – według Księgi Powtórzonego Prawa (Pwt 3,8–16) – była granicą pomiędzy południowymi ziemiami należącymi do pokoleń Gada, Rubena i połowy plemienia Manassesa a północnymi obszarami będącymi własnością Moabu. W X wieku p.n.e., gdy Dawid podbił Moab, rzeka zgodnie z przekazem 2 Księgi Samuela (2Sm 24,5) określała zasięg ekspansji Izraelitów w kierunku południowym. W połowie IX wieku p.n.e. po śmierci Achaba północny brzeg Arnonu według Księgi Sędziów (Sdz 11,18) został podbity przez Moabitów. Król Moabu Mesza na swojej steli umieścił informację o zbudowaniu drogi, umożliwiającej przeprawę przez Arnon. Prawdopodobnie wzmianka w Księdze Izajasza (Iz 16,2) odnosi się do tegoż brodu. Pomiędzy główną odnogą Arnonu a jej północnym odpływem zlokalizowana była stolica moabicka Dibon.

Wadi al-Maudżib
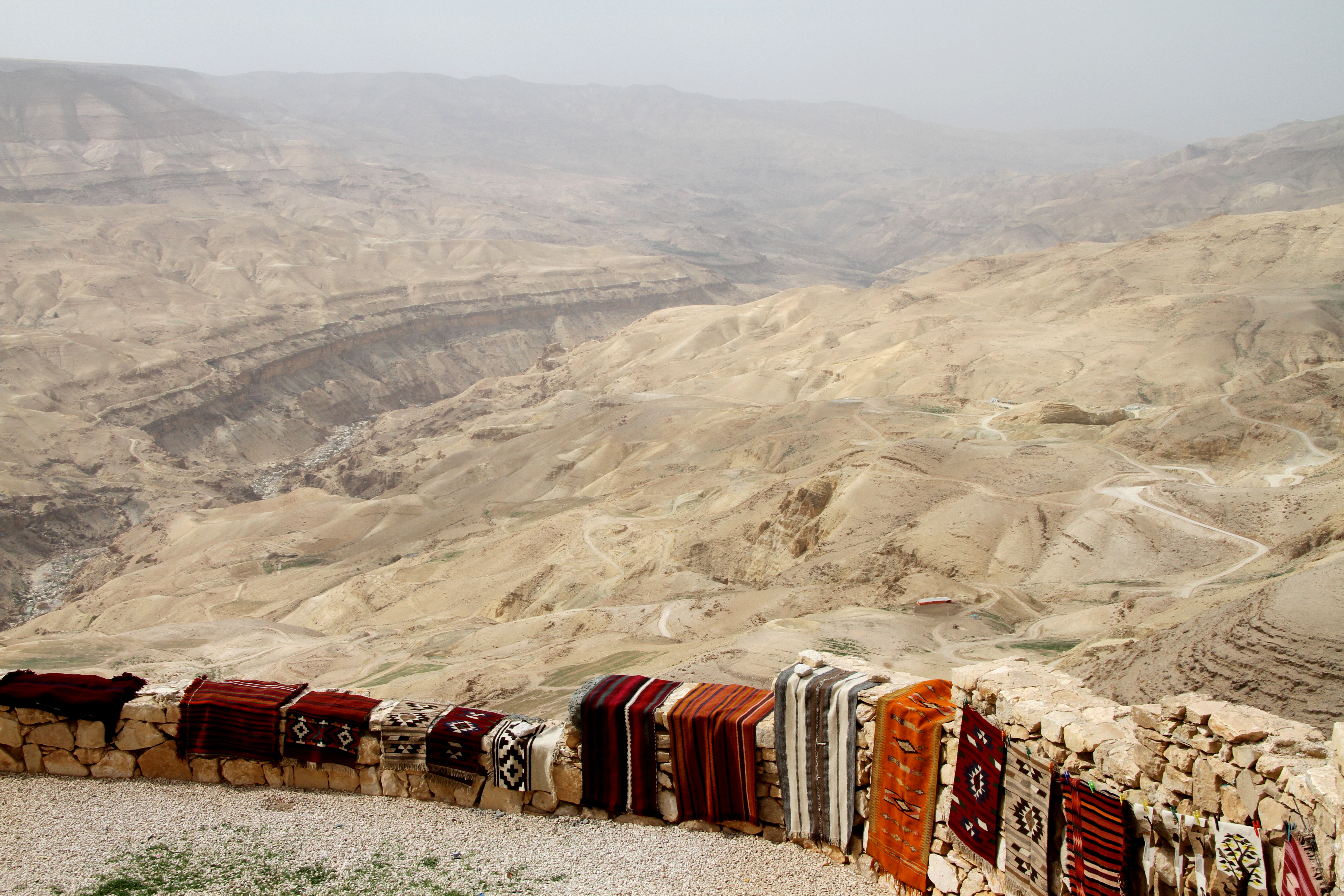
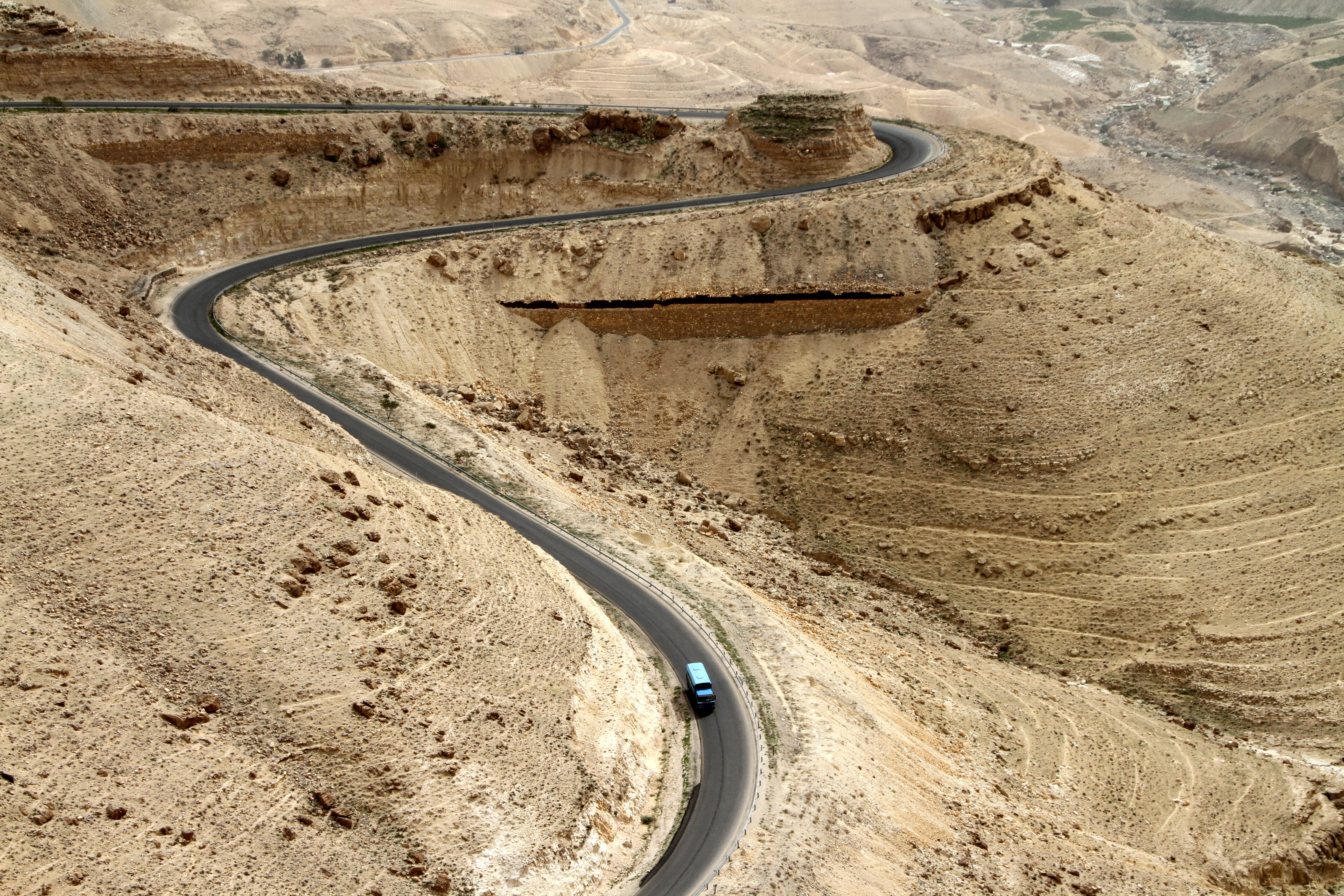
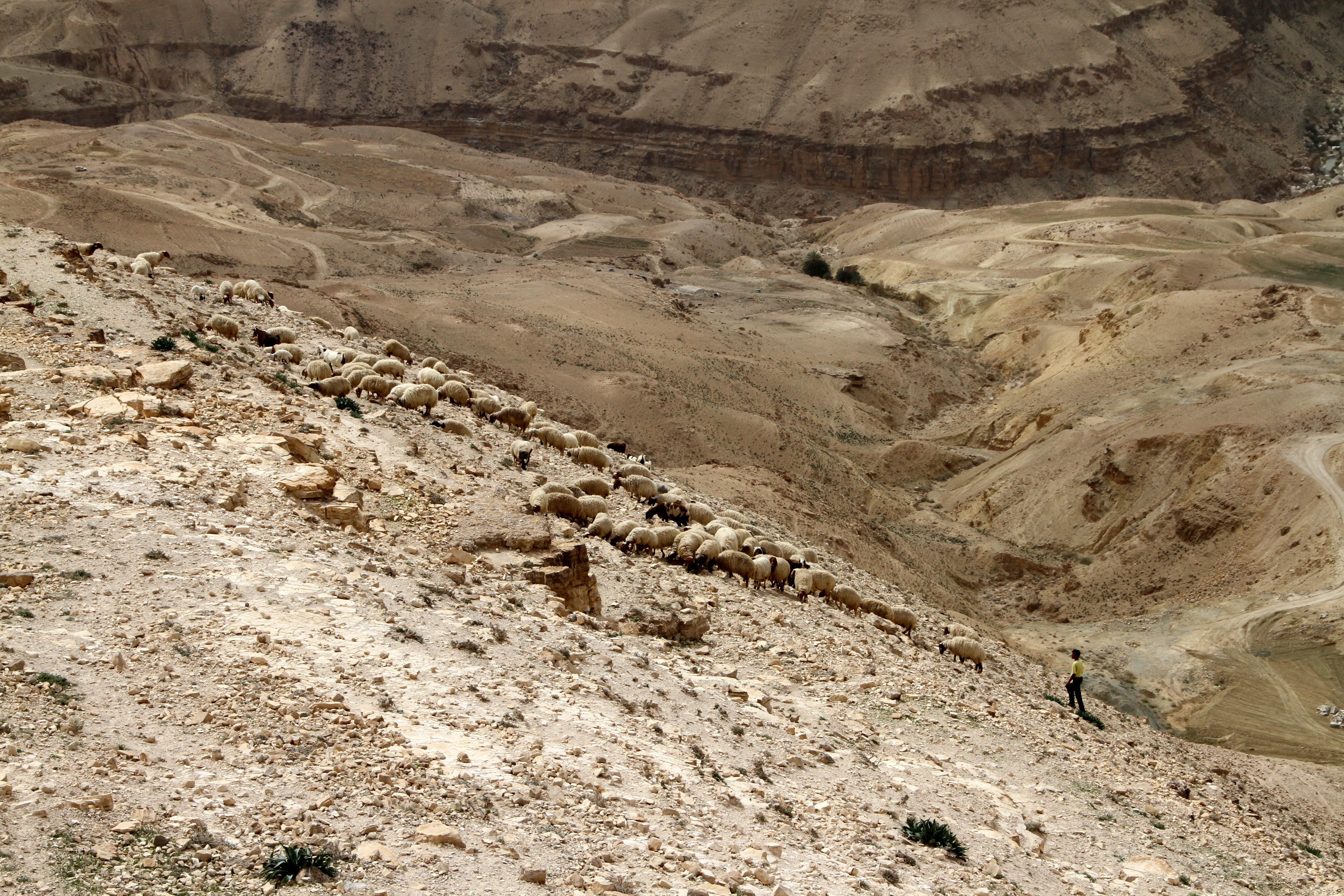
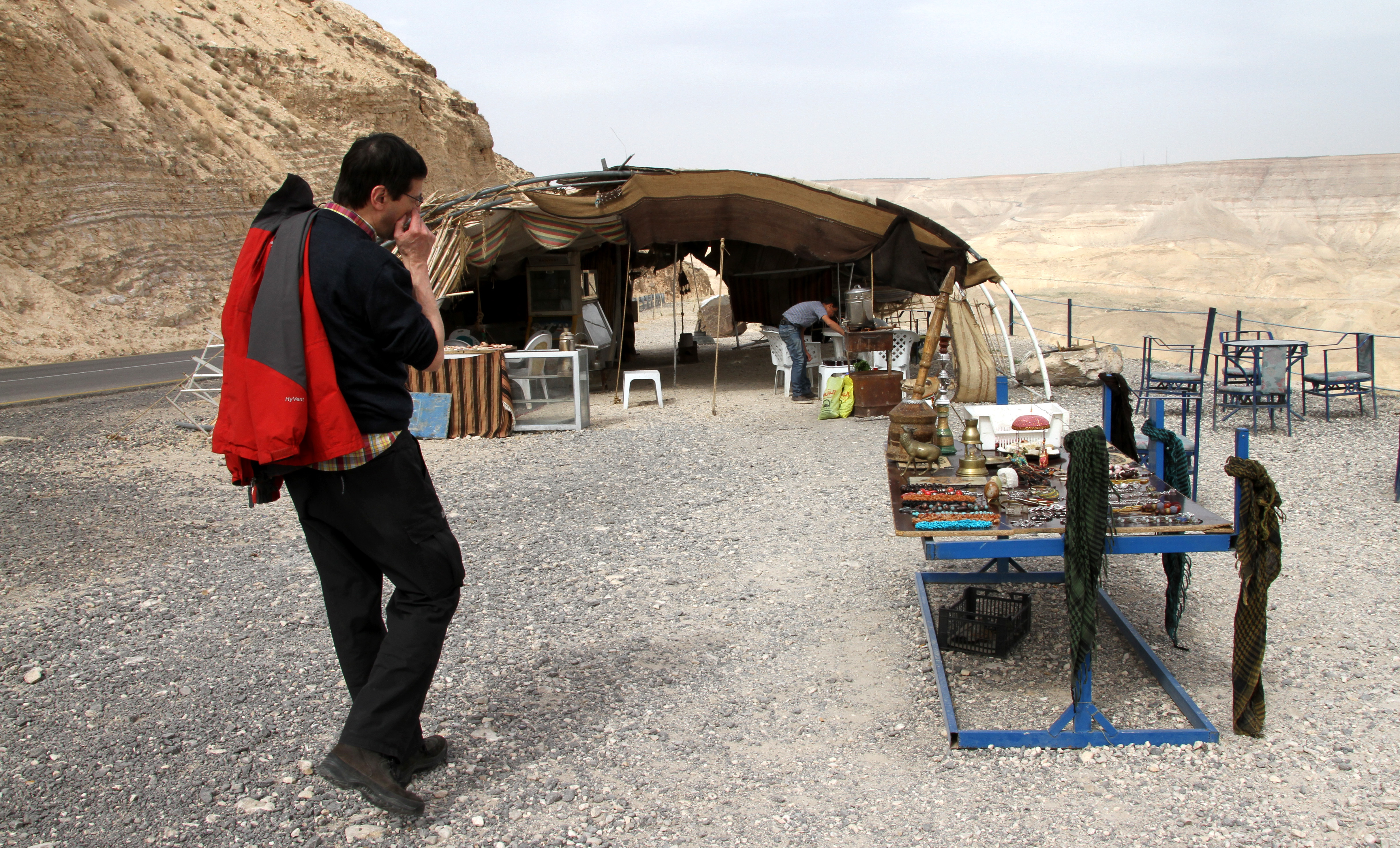
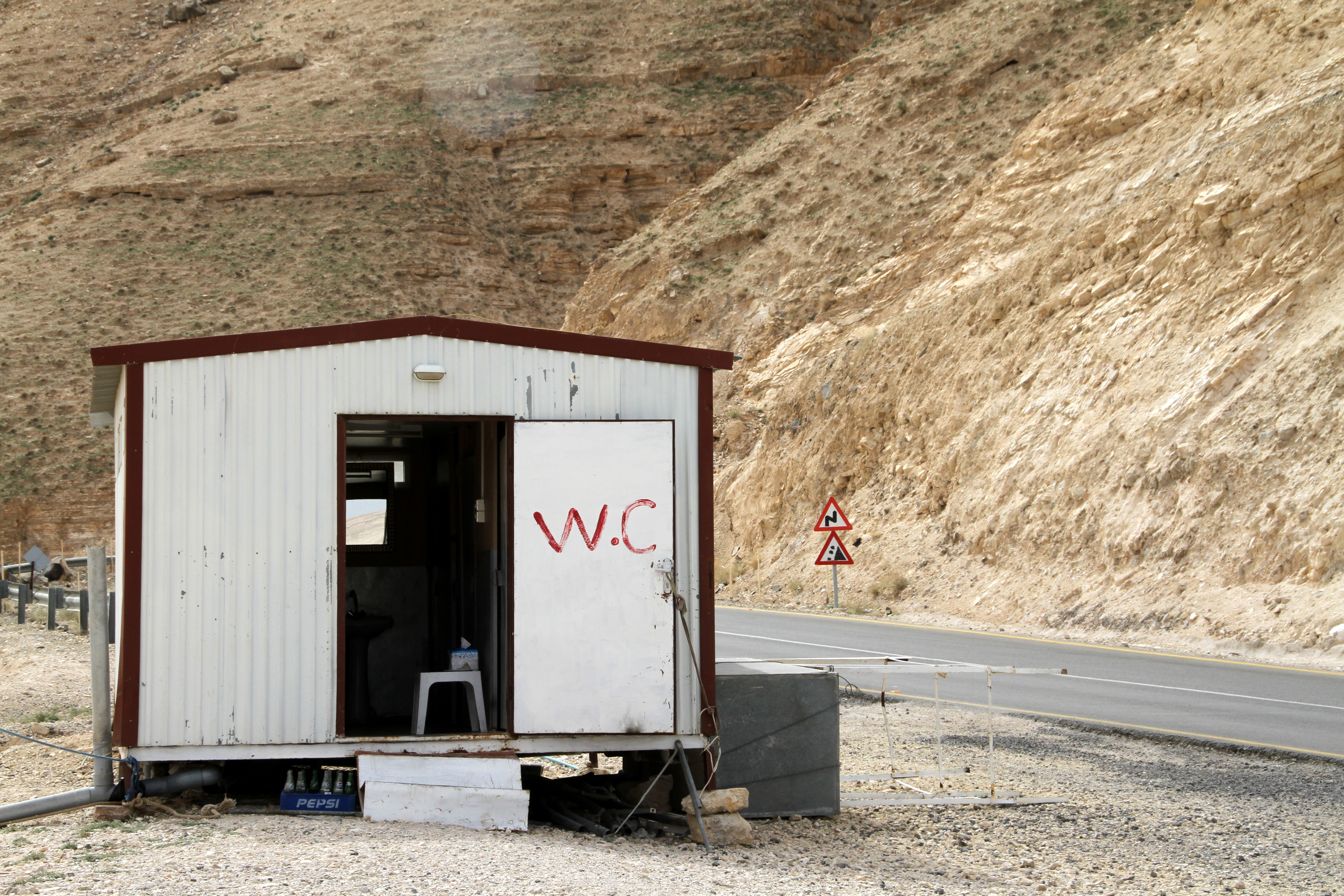